# Kraftwerkskomplex Hulu Terengganu
Der Kraftwerkskomplex Hulu Terengganu besteht aus den beiden Wasserkraftwerken Puah und Tembat, die im Bezirk Hulu Terengganu, Bundesstaat Terengganu, Malaysia liegen. Die zugehörigen gleichnamigen Talsperren stauen den Sungai Terengganu bzw. den Sungai Tembat zu zwei Stauseen auf. Der Kraftwerkskomplex ist im Besitz von Tenaga Nasional Berhad (TNB) und wird auch von TNB betrieben.
Die installierte Leistung der beiden Kraftwerke Puah und Tembat beträgt zusammen 265 MW. Die gemeinsame durchschnittliche Jahreserzeugung wird mit 467 Mio. kWh angegeben. Mit den Arbeiten an den beiden Kraftwerksprojekten wurde 2010 begonnen; sie wurden im Oktober 2015 fertiggestellt. Der Kraftwerkskomplex ging 2015 (bzw. 2016) in Betrieb.

## Kraftwerk Tembat
Das Absperrbauwerk ist eine Gewichtsstaumauer aus Walzbeton mit einer Höhe von 28 (bzw. 30 oder 36) m. Die Mauerkrone liegt auf einer Höhe von 436 m über dem Meeresspiegel. Die Länge der Mauerkrone beträgt 226 m. Das Volumen des Bauwerks beträgt 55.000 m³.
Beim normalen Stauziel von 430 m erstreckt sich der Stausee über eine Fläche von rund 1,01 (bzw. 1,3 2,10 2,18 oder 2,2) km² und fasst 19,9 Mio. m³ Wasser; davon können 5,95 Mio. m³ genutzt werden.
Das Wasser wird durch einen Tunnel vom Stausee zum oberirdischen Kraftwerk geleitet. Die installierte Leistung des Kraftwerks beträgt 15 MW; die beiden Francis-Turbinen leisten jede maximal 7,5 MW. Die durchschnittliche Jahreserzeugung wird mit 54 Mio. kWh angegeben.
Nachdem das Wasser die Turbinen passiert hat, wird es über einen Tunnel (Länge 1,25 km; Durchmesser 4,5 m) zum Stausee Puah weitergeleitet.

## Kraftwerk Puah
Das Absperrbauwerk ist ein Erdschüttdamm mit einer Höhe von 70 (bzw. 75 78 oder 79) m. Die Dammkrone liegt auf einer Höhe von 299 m über dem Meeresspiegel. Die Länge der Dammkrone beträgt 600 (bzw. 700) m. Die Breite des Damms beträgt an der Basis 200 m und an der Krone 10 m. Das Volumen des Bauwerks beträgt 8,6 Mio. m³.
Beim normalen Stauziel von 296 m erstreckt sich der Stausee über eine Fläche von rund 60 (bzw. 69,70 69,77 oder 69,79) km² und fasst 1,735 Mrd. m³ Wasser; davon können 1,085 Mrd. m³ genutzt werden. Mit dem Einstau wurde am 1. Oktober 2014 begonnen.
Das Wasser wird durch zwei Tunnel vom Stausee zum unterirdischen Kraftwerk geleitet. Die installierte Leistung des Kraftwerks beträgt 250 MW; die beiden Francis-Turbinen leisten jede maximal 125 MW. Die durchschnittliche Jahreserzeugung wird mit 413 Mio. kWh angegeben. Das Kraftwerk dient zur Abdeckung von Mittel- bzw. Spitzenlast; es soll täglich ca. 4,5 Stunden in Betrieb sein. In der Schaltanlage wird die Generatorspannung mittels Leistungstransformatoren auf 275 kV hochgespannt. Die Turbinen, Generatoren und sonstige elektro-mechanische Ausrüstung wurden von Alstom geliefert.
Nachdem das Wasser die Turbinen passiert hat, wird es über einen Tunnel zum Stausee Kenyir weitergeleitet.

## Sonstiges
Die Gesamtkosten des Projekts werden mit 2 (bzw. 2,3) Mrd. MYR angegeben.